# Carl Witting
Carl Witting (Jülich, 8 de setembre de 1923 - Dresden, Saxònia, 28 de juny de 1907) fou un compositor alemany.
Feu els seus estudis a París i Aquisgrà, tornant després a la capital francesa, on al principi va atendre a la subsistència cantant en les esglésies i com a corista de l'Òpera i després com a professor de música. El 1855 retornà a Alemanya i residí, successivament, a Berlín, Hamburg, Glogau i, finalment, a Dresden, on adquirí gran fama com a crític musical.
A més de gran nombre d'articles en diaris i revistes, publicà: 
- Musikal, (1887).
- Wörterbucch, (1887).
- Geschichte des Violinspiels, (1900).
- Anàlisi per a concerts,
- Mètode per a violí,
- Die Kunst des Violinspiels, en 8 volums.

Com a compositor deixà diverses òperes i obres corals.